# Radlica (góra)
Radlica (402 m n.p.m.) – wzniesienie w południowo-zachodniej Polsce, w Sudetach Zachodnich, w Rudawach Janowickch, w paśmie Wzgórz Karpnickich.

## Położenie
Wzniesienie położone jest w Sudetach Zachodnich, w zachodnio-środkowej części Rudaw Janowickch, na zachodnio-północnym krańcu pasma Wzgórz Karpnickich. Wznosi się na wschód od centrum Łomnicy.

## Charakterystyka
Małe wzniesienie o wyraźnie zaznaczonym wierzchołku, stanowiące odosobniony masyw, w postaci kopulastego wzniesienia o stromo opadających zboczach. Wznosi się między Wojanowem po wschodniej stronie a Łomnicą po zachodniej stronie. Położenie góry, w dolinie oraz kształt góry i wyraźna część szczytowa, czynią górę rozpoznawalną w terenie.
Zbudowane jest z waryscyjskich granitów karkonoskich. Na wschodnim i północnym zboczu poniżej szczytu wśród lasu znajdują się grupy okazałych granitowych skałek.
Cały szczyt i zbocza porasta las świerkowe z domieszką innych gatunków drzew liściastych.
Zboczami u podnóża szczytu przechodzą dwie ścieżki.
Wzniesienie położone jest przy zachodniej granicy Rudawskiego Parku Krajobrazowego.

## Turystyka
Na szczyt góry nie prowadzi szlak turystyczny.